# Sarah Schulz
Sarah Schulz (* 19. August 1999 in Nürnberg) ist eine deutsche Beachvolleyballspielerin. 2021 wurde sie deutsche Meisterin.

## Karriere
Schulz spielte 2014 U17-Turniere mit Anne Jansen. 2015 und 2016 trat sie mit wechselnden Partnerinnen bei weiteren Nachwuchsturnieren an. Im Juli 2016 trat sie mit Marie Koloseus bei der U19-Weltmeisterschaft in Larnaka an. Anschließend wurde sie mit Friederike Adeberg in Dresden deutsche Meisterin der U18 und Neunte des U20-Turniers. 2017 spielte sie mit verschiedenen Partnerinnen deutsche Turniere der Kategorie 1. Bei der deutschen U19-Meisterschaft kamen Adeberg/Schulz auf den dritten Platz. Danach bildete Schulz ein festes Duo mit Julika Hoffmann. Bei der U20-Europameisterschaft in Vulcano kam das Duo auf den 17. Rang. Im Juni 2018 erreichte Schulz mit Svenja Müller den neunten Platz bei der U20-Europameisterschaft in Anapa. Bei der Techniker Beach Tour 2018 kamen Hoffmann/Schulz auf den 13. Platz in Kühlungsborn und den neunten Rang in Sankt Peter-Ording. Ebenfalls Neunte wurden sie bei der U22-Europameisterschaft in Jūrmala.
Bis 2018 spielte Schulz auch Hallen-Volleyball beim Regionalligisten TGM Mainz-Gonsenheim.
Bei der Techniker Beach Tour 2019 erreichten sie den 13. Platz in Münster und den fünften Rang in Düsseldorf. In Nürnberg spielte Schulz mit Müller und wurde Neunte. Bei der U21-Weltmeisterschaft in Udon Thani kam das Duo auf den vierten Platz. Bei der U22-Europameisterschaft in Antalya unterlagen Hoffmann/Schulz erst im Finale gegen die Russinnen Botscharowa/Woronina. In der nationalen Turnierserie folgten neunte Plätze in Sankt Peter-Ording, Fehmarn, Zinnowitz und Kühlungsborn. Damit qualifizierten sich Hoffmann/Schulz für die deutsche Meisterschaft 2019, bei der sie den 13. Platz belegten.
Im Juni/Juli 2020 trat Schulz mit Melanie Gernert in der Beach-Liga an und unterlag im Finale gegen Karla Borger und Svenja Müller. Anschließend spielten Müller/Schulz bei der Comdirect Beach Tour 2020. Beim zweiten Turnier in Düsseldorf qualifizierten sie sich für die deutsche Meisterschaft. Daher durften sie in Hamburg beim Top-Teams-Turnier antreten, wo sie nach der Vorrunde ausschieden. Bei der deutschen Meisterschaft in Timmendorfer Strand kamen sie ins Viertelfinale und belegten nach der Niederlage gegen die neuen Meisterinnen Ittlinger/Laboureur den fünften Platz. Bei der ersten Ausgabe der German Beach Trophy bildeten Gernert/Schulz Anfang 2021 wieder ein Duo. Sie erreichten als Hauptrundensiegerinnen direkt das Playoff-Halbfinale, in dem sie jedoch den Österreicherinnen Nadine und Teresa Strauss unterlagen. Bei der zweiten Ausgabe der German Beach Trophy im März/April 2021 spielte sie mit Chantal Laboureur und unterlag im Finale gegen Melanie Gernert und Anne Krohn. Auf der FIVB World Tour 2021 spielten Laboureur/Schulz zwei 2-Sterne-Turniere: In Rubavu (Ruanda) wurden sie Zweite, im tschechischen Brno belegten sie Platz fünf. Im August gewannen sie das nationale „King of the Court“-Turnier in Hamburg.  Bei der deutschen Meisterschaft 2021 in Timmendorfer Strand gewannen Laboureur und Schulz im Finale gegen Karla Borger und Julia Sude. Bei zwei anschließenden FIVB 1-Stern-Turnieren spielte Schulz mit Anna-Lena Grüne. Dabei gewann sie das Turnier in Apeldoorn und wurde Zweite in Nijmegen. Beim 4-Sterne-Turnier im November in Itapema landeten Grüne/Schulz auf Platz 17. Seit Ende 2021 werden Laboureur/Schulz vom polnischen Trainer Lukasz Fijalek betreut. Im Mai 2022 erreichten Laboureur/Schulz beim Challenge-Turnier der World Beach Pro Tour im katarischen Doha das Finale, in dem sie den Brasilianerinnen Bárbara/Carol unterlagen. Im Sommer 2022 gab es nach einem 17. Platz bei der WM in Rom und einem neunten Platz beim Elite16-Turnier in Hamburg bei der EM in München mit dem fünften Platz die beste Platzierung eines deutschen Teams bei diesem Wettkampf.
Nach dem Karriereende von Laboureur im Oktober 2022 spielte Schulz wieder mit Anna-Lena Grüne. Bei zwei Challenge-Turnieren auf der World Beach Pro Tour in Dubai erreichten Grüne/Schulz die Plätze neun und fünf.
Nach Verletzungsproblemen von Anna-Lena Grüne bestritt Schulz die restliche Saison 2023 mit Anna Behlen. Die beiden gewannen die „Rock the Beach“-Turniere auf Fehmarn und auf Borkum sowie den zweiten Stopp der German Beach Tour in München. Bei der deutschen Meisterschaft erreichten Behlen/Schulz nach einem Halbfinalsieg über Karla Borger und Sandra Ittlinger das Endspiel, in dem sie gegen Svenja Müller und Cinja Tillmann verloren und Vizemeisterinnen wurden. 2024 gewannen Behlen/Schulz das erste Turnier der German Beach Tour in Düsseldorf, wurden im Juli Zweite in Heidelberg und gewannen im August auch in Kühlungsborn. Bei der deutschen Meisterschaft wurden sie Neunte. Auf der German Beach Tour 2025 erreichten sie in Düsseldorf 2, Hamburg und München 1 jeweils Platz fünf, in München 2 sogar Platz drei. Das „Rock the Beach“-Turnier auf Borkum gewannen Behlen und Schulz.